# Ponte romana de Tôr
A Ponte romana de Tôr ou Ponte da Tôr é uma ponte sobre a ribeira de Quarteira localizada um pouco a sul de Tôr, na atual Freguesia de Querença, Tôr e Benafim, do Município Loulé.
Foi construída na via romana secundária que ligava Milreu, em Estoi (Faro) a Salir (Loulé). Ainda nesta via existia a Ponte dos Álamos perto de Loulé. Muitas vezes esta ponte é dada como muçulmana ou mesmo quinhentista (por Dom Sebastião), ainda que apresente dois arcos de volta perfeita, típica construção romana. A explicação dada actualmente para a presença de um brasão português é devido às obras de restauro a que esta foi sujeita no século XV se não na Alta Idade Média.
Está classificada como Monumento de Interesse Municipal desde 2019.